# Bodenwöhr
Bodenwöhr – miejscowość i gmina w Niemczech, w kraju związkowym Bawaria, w rejencji Górny Palatynat, w regionie Oberpfalz-Nord, w powiecie Schwandorf. Leży w Lesie Czeskim, około 15 km na południowy wschód od Schwandorfu, przy drodze B85 i linii kolejowej Pasawa – Drezno.

## Dzielnice
W skład gminy wchodzą następujące dzielnice: Blechhammer, Altenschwand, Neuenschwand, Warmersdorf, Taxöldern, Höcherhof, Turesbach, Pingarten, Erzhäuser, Buch, Windmais i Pechmühle..